# Sablia serradaguae
Sablia serradaguae är en fjärilsart som beskrevs av Wolff 1977. Sablia serradaguae ingår i släktet Sablia och familjen nattflyn. Inga underarter finns listade.